# Calamia rubrociliata
Calamia rubrociliata là một loài bướm đêm trong họ Noctuidae.